# بارهای دینامیکی
بارهای دینامیکی(به انگلیسی: Dynamic Loads)، به بارهایی که تابعی از زمان باشند گفته می‌شود. یعنی به صورت (P=F(T قابل بیان هستند. بارهای استاتیکی حالتی خاص از بارهای دینامیکی محسوب می‌شوند که با تابع ثابت تعریف می‌شوند. به عبارت علمی :شتاب‌های متغیر در یک سیستم دینامیک یا پویا نیروهایی متناسب با بزرگی و کوچکی خود به وجود می اورند که مجموعه بارگذاری (با شدت‌های متغیر)را برسازه اعمال می‌کنند.می توان از طریق معادله‌نویسی دیفرانسیل و انتکراسیون شدت بار متوسط را در هر مقطع بدست اورد.
به‌طور کلی بارهای دینامیکی به دو گروه تناوبی و غیر تناوبی تقسیم می‌شوند. 
برای بارهای تناوبی می‌توان یک دوره تناوب یا بسامد در نظر گرفت. از این گونه بارهادر طبیعت می‌توان بارهای ناشی از امواج مثل جزر و مد دریا و نیروهای وارده بر دستگاه‌ها در اثر ارتعاشات ناشی از کارکرد مولدهای انرژی سیستم ویا گاه د ر اثر تنظیم نبودن بخشی ازسیستم لرزش‌های ارتعاشی می‌تواند ایجادشود. 
برای بارهای غیر تناوبی نمیتوان  زمان تناوب خاصی را تعریف کرد. مثال این گونه بارها بار ناشی از یک انفجار بر روی سازه یا بار لرزه‌ای وارده از زمین به هنگام زلزله است. بارهای ضربه‌ای خود نوعی از بارهای دینامیکی محسوب می‌شوند.بنابراین ان گونه از بارهایی که به‌طور ناگهانی بر سازه وارد می‌شوند بار دینامیکی ضربه‌ای محسوب می‌شوند.وقتی اجسام الاستیک یا ارتجاعی باشند بارهای ضربه‌ای در ان ارتعاشی ایجاد می‌کنند که انقدر ارتعاش ولرزش ادامه می یابد تا سیستم به عبارت:فیزیکی"بحالت تعادل" برسد(.تابع بار)Load FUnction -.(بارهای ضربه ای)Impact Loads.
در علم دینامیک سازه ها می‌توان بعضاً بارهای غیر تناوبی را توسط تبدیلات سری فوریه به صورت سریهایی از بارهای تناوبی ونمودارهای سینوسوییدال وکسینوسوییدال آنالیز و ترسیم نمود.مهمترین استفاده از قوانین دینامیک واصول بارگذاری‌های اجباری طبیعی(طوفان وگردبادهای شدید-زلزله -ضربه) یا آنچه که در سیستم‌های طراحی شده مهندسی(ارتعاشات کارکرد موتورها-شکستن دیوار صوتی ناشی از امواج ارتعاشی موتورهای سرعت بالای جتها - ارتعاشات سازه‌ای در نیروی برش پایه زلزله و حرکت فونداسیون و از این قبیل)پیش می اید. از آنجا که باید در شناسایی واثرات این بارهابرسازه‌های مهندسی جزئیات زیر را باید براساس مراجع بین‌المللی وصلاحیت دار "تعریف علمی" نمود.توضیح این که منظور ما در این مقوله سازه‌هایی هستند که توسط بشر بر اساس موازین علمی وفنی طراحی و مهندسی شده‌اند.مثل:سازه هاوابر سازه‌های ساختمانی-ماشین‌های سنگین مکانیکی-توربین هاوراکتورهای مولد برق-سازه‌های هوا فضا و...  
بارهای دینامیکی وارد برسازه هارا می‌توان برحسب تغیرات انرژی جنبشی:Kinetic Energy و Momentum (مقدار حرکت) بر اساس آنچه در قبل در اثرگذاری تغیرات شتاب‌ها گفتیم بر اساس معادلات ریاضی محاسبه نمود.روش‌های دیفرانسیل وانتگرال-روش محاسبه ا نرژی تغیر شکل در سیستم-روش ارتعاشات متناوب:Periodic Disturbing FOrce-و سری‌های ریاضی-انتگرال دو هامل و...چندین روش دیگر که در این مختصر نمی‌گنجد. اما ما خوانندگان علاقمند به تحقیق بیشتر را به منابعی که در پانویس آورده ایم راهنمایی می‌کنیم.
:ایین نامه‌های باگذاری دینامیکی :ASCE-ACI-AASHO-AREA امریکا- ایین نامه 2800 ایران